# 何光平

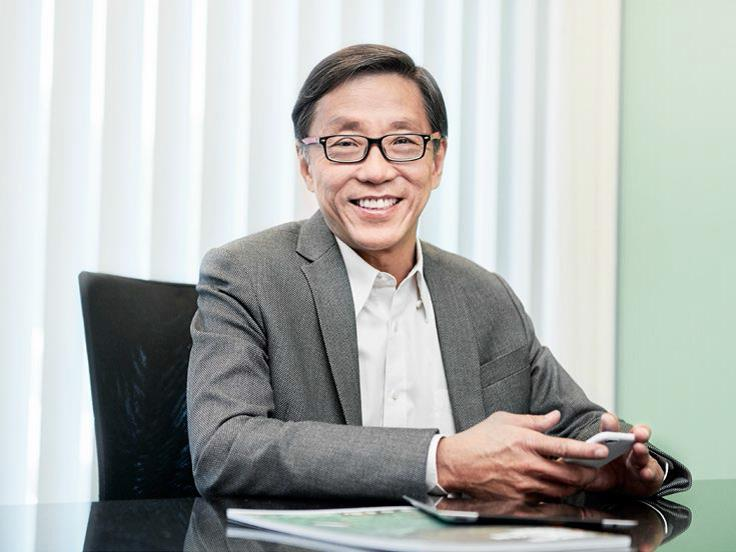
何光平

何光平（英語：Ho Kwon Ping，1952年8月24日—），祖籍广东新会，新加坡知名企业家，悦榕控股创始人、执行主席。

## 生平
何光平出生于香港，父亲是新加坡外交官、企业家何日华，母亲则是知名作家李廉凤。何光平幼时在泰国长大，高中毕业后赴台湾东海大学学习中文。之后前往美国斯坦福大学留学。在校期间他积极参加学生运动，后因与一教授争论种族问题而被停学。
此后，何光平回到新加坡服役，并就读于新加坡国立大学。1977年，在担任《远东经济评论》记者期间，他曾因撰写有共产主义倾向的文章而被监禁两月。1978年，他从新加坡国立大学毕业。1981年，他加入了父亲的华昌公司并出任副总裁。1984年起出任集团总裁。
1994年，何光平与妻子张齐娥创立了悦榕集团，并在泰国开办了首家悦榕庄度假村。此外，他还曾任新加坡国际基金会理事、新加坡公共服务学院理事、国家环境理事会主席、新加坡航空董事、新加坡管理大学主席、新传媒董事、新加坡旅游局董事等职。
2017年，何光平被授予新加坡殊功勋章。

## 家庭
何光平的妻子张齐娥是悦榕集团高级副总裁，还曾任新加坡国会官委议员、中华总商会董事等职。他们夫妇育有二子一女，其中长子何仁桦子承父业，成为了悦榕集团的第二代领导人。